# الحوت المنقاري لستيجنيكر
الحوت المنقاري لستيجنيكر (الاسم العلمي: Mesoplodon stejnegeri) هو نوع من الحيتانيات، يتبع جنس حيتان مركزية الأسنان.